# 巴原西南

在维多利亚州的位置

巴原西南（英語：Barwon South West）是位於澳大利亞維多利亞州西南部的一個農村地區。

## 概述
巴原西南從昆斯克利夫角（Queenscliff Heads）的尖端一直延伸到南澳州的邊界。巴原西南是吉朗、艾里斯灣、阿波羅貝、坎珀當、科拉克、坎貝爾港以及菲利港的所在地。它的名字來源於巴原河和維多利亞州該地區的地理位置。
巴原西南面積超過40000平方公里（15000平方英里），截至2011年澳大利亞官方於所作的人口普查數據顯示：巴原西南約有360000名居民。
巴原西南南部和西南部以巴斯海峽和大澳洲灣為界，西部與南澳州邊境接壤，北部與格蘭屏接壤，東部與墨爾本接壤。